# Martina Werner (Satirikerin)
Martina Werner (* 3. Juni 1969 als Martina Gustke in Frankfurt am Main) ist eine deutsche Satirikerin und Politikerin (Die PARTEI).

## Leben
Werner erwarb im Jahre 1988 die allgemeine Hochschulreife am Goethe-Gymnasium in Frankfurt am Main. Es folgte eine Ausbildung zur Industriekauffrau bei dem Unternehmen Linotype.
Nach Abschluss eines Studiums im Fach Kommunikationsdesign in Wiesbaden war sie seit 1997 das lange Zeit einzige weibliche Redaktionsmitglied der Satirezeitschrift Titanic. Der von ihr gestaltete Titel des Heftes Oktober 2006 (Kohls Mädchen packt aus) wurde 2007 mit dem Lead Award in Bronze für das „Cover des Jahres“ ausgezeichnet. Der Preis wurde später im Internet versteigert.
Martina Werner gehört zu den Gründungsmitgliedern der Partei für Arbeit, Rechtsstaat, Tierschutz, Elitenförderung und basisdemokratische Initiative (Die PARTEI) im August 2004. Im siebenköpfigen Bundesvorstand bekleidete sie das Amt der familienpolitischen Sprecherin. 2013 trat sie erstmals auch als Kandidatin an, dies sowohl für den Hessischen Landtag (Nr. 9 der Landesliste) als auch für den Deutschen Bundestag (Nr. 7 der Landesliste für Hessen). Bei der Europawahl 2014 nahm sie hinter Martin Sonneborn den zweiten Platz auf der Wahlliste der PARTEI ein. Sonneborn fiel für das Europäische Parlament das einzige Mandat seiner Partei zu; im Falle seines Mandatsverzichts wäre Werner daher die erste Nachrückerin gewesen. Im Juni 2019 trat sie aus Protest gegen aufgeschobene und verschleppte Beschlüsse in der Sexismusfrage, ebenso wie auch Leo Fischer vom Amt des Bundesvorstands zurück.
Martina Werner lebt mit ihrer Familie in Frankfurt am Main.